# K. Alexander Adelaar
Karl Alexander „Sander” Adelaar (ur. 1953 w Hadze) – holenderski językoznawca, orientalista. Jego zainteresowania badawcze skupiają się wokół odmian języka malajskiego oraz języków austronezyjskich z Borneo, Madagaskaru i Tajwanu. Zajmuje się także ustnymi i piśmiennymi tradycjami literackimi Indonezji.
Jest absolwentem indonezystyki na Uniwersytecie w Lejdzie. W 1977 roku obronił pracę magisterską, a w 1985 roku uzyskał doktorat z językoznawstwa austronezyjskiego.
W 2007 roku został wybrany członkiem Australijskiej Akademii Nauk Humanistycznych (Australian Academy of the Humanities).
Współredaktor książek The Austronesian languages of Asia and Madagascar (2005) i The Oxford Guide to the Malayo-Polynesian Languages of Southeast Asia (2024). 

## Wybrana twórczość
- Mensenrechten in Indonesië: een document uit Atjeh (współautorstwo, 1981)
- Proto-Malayic: the reconstruction of its phonology and parts of its morphology and lexicon (1992)
- Comparative Austronesian Dictionary (pięć tomów, 1994)
- The Austronesian languages of Asia and Madagascar (współred. Nikolaus P. Himmelmann, 2005)
- The Oxford Guide to the Malayo-Polynesian Languages of Southeast Asia (współred. Antoinette Schapper, 2024)